# Resolució 74 del Consell de Seguretat de les Nacions Unides
La Resolució 74 del Consell de Seguretat de les Nacions Unides, aprovada el 16 de setembre de 1949 després de rebre i examinar una carta del president de la Comissió d'Energia Atòmica de les Nacions Unides transmetent dues resolucions, el Consell va encarregar al secretari general que comuniqui aquesta carta i les resolucions que s'acompanyen, juntament amb els registres de la discussió d'aquest tema en l'AEC a l'Assemblea General i als estats membres de l'ONU.
La resolució aprovada per nou vots a favor i les abstencions de l'RSS d'Ucraïna i la Unió Soviètica.